# Tomas gideflod
Tomas gideflod
Tomas är en härlig individ som är allt i allo på och utanför plan. Han är en riktigt karl som hjälper till oavsett vad.

#viälskartomas